# 红耳龟
红耳龟（学名：Trachemys scripta elegans），也叫密西西比红耳龟、紅耳彩龜、紅耳泥龜，是彩龟属彩龟的亚种之一，是一种水生龟。
雖然紅耳龜又名巴西龜，但其原產地並非位於巴西，而是生存於北美密西西比河及格蘭德河流域。現已被不少家庭當作寵物來養殖或觀賞用寵物。黄腹彩龟及坎伯兰彩龟是其同种近亲。

## 分布
本种原生于美國及墨西哥的密西西比河、格蘭德河水系，随着宠物贸易被人类引入到世界各地，现在包括欧洲、中美洲、南美洲、北亚、南亚、中国大陆、台湾、泰国、澳洲、加拿大、夏威夷、南非等非原生地均有其野化种群。

## 形態
龜甲長可達40 cm（16英寸），一般在15—20 cm（6—8英寸）之間。雌性一般較大。其壽命在20至30年之間，有個別可以活到40歲以上，人工飼養的紅耳龜壽命卻比野外個體短。其頭部兩側有鮮明的紅色條紋，顏色可能會隨著年齡增加而變深。

## 生態
在河川、湖沼和濕地廣泛地生活。喜好日光浴，在水面上的岩石和漂流的木材上。受驚時會迅速逃入水中。
雜食性，以小型魚類、兩棲類、甲殼類、貝類、水草等為食。
卵生，1次產2到25個蛋。红耳龟是受欢迎的宠物，由于被释放到野外，已经在世界上许多地方建立族群。牠是发现在淡水与半淡咸水流域，包括海岸的沼泽池塘而且被认为与本土水生的海龟竞争。牠是杂食性动物，会吃昆虫、小龙虾、虾、蠕虫、蜗牛、两栖动物与小鱼以及水生植物。

## 與人的關係
幼體被大規模繁殖，作為寵物被出口到世界各地。成體常被飼主遺棄，並常對當地生態造成重大生態問題，國際自然保護聯盟物種存續委員會的入侵物種專家小組（ISSG）列為世界百大外來入侵種。

### 命名為巴西龜的原因
红耳龟在市面上更经常被叫做巴西龟，但牠并不产于巴西，而是在美国的密西西比河。最先引进到台湾而被称作“巴西龟”的宠物龟其实是来自南美洲的南美彩龟（Trachemys dorbigni），它的外形跟红耳龟极为相似，只是耳部没有红色斑纹，后来由于运输成本过高而改为进口红耳龟，虽然现在南美彩龟已经被红耳龟所取代，但“巴西龟”一名却沿用在红耳龟身上至今。

## 圖片
- 野生的红耳彩龟，摄于佛罗里达州Delray Beach附近的Wakodahatchee湿地。
- 红耳彩龟绘图
- 卵
- 小红耳龟出世，以破卵齿破壳而出的。
- 幼龜
- 成龜
- 市場上販賣的寵物龜

## 相關条目
- 寵物龜